# Cerny-en-Laonnois
Pour les articles homonymes, voir Cerny (homonymie).
Cerny-en-Laonnois est une commune française située dans le département de l'Aisne, en région Hauts-de-France.

## Géographie

### Localisation
Cerny se trouve sur les hauteurs du plateau du Chemin des Dames, à l'intersection de la route du même nom et celle qui mène de Fismes à Laon.

### Relief et géologie

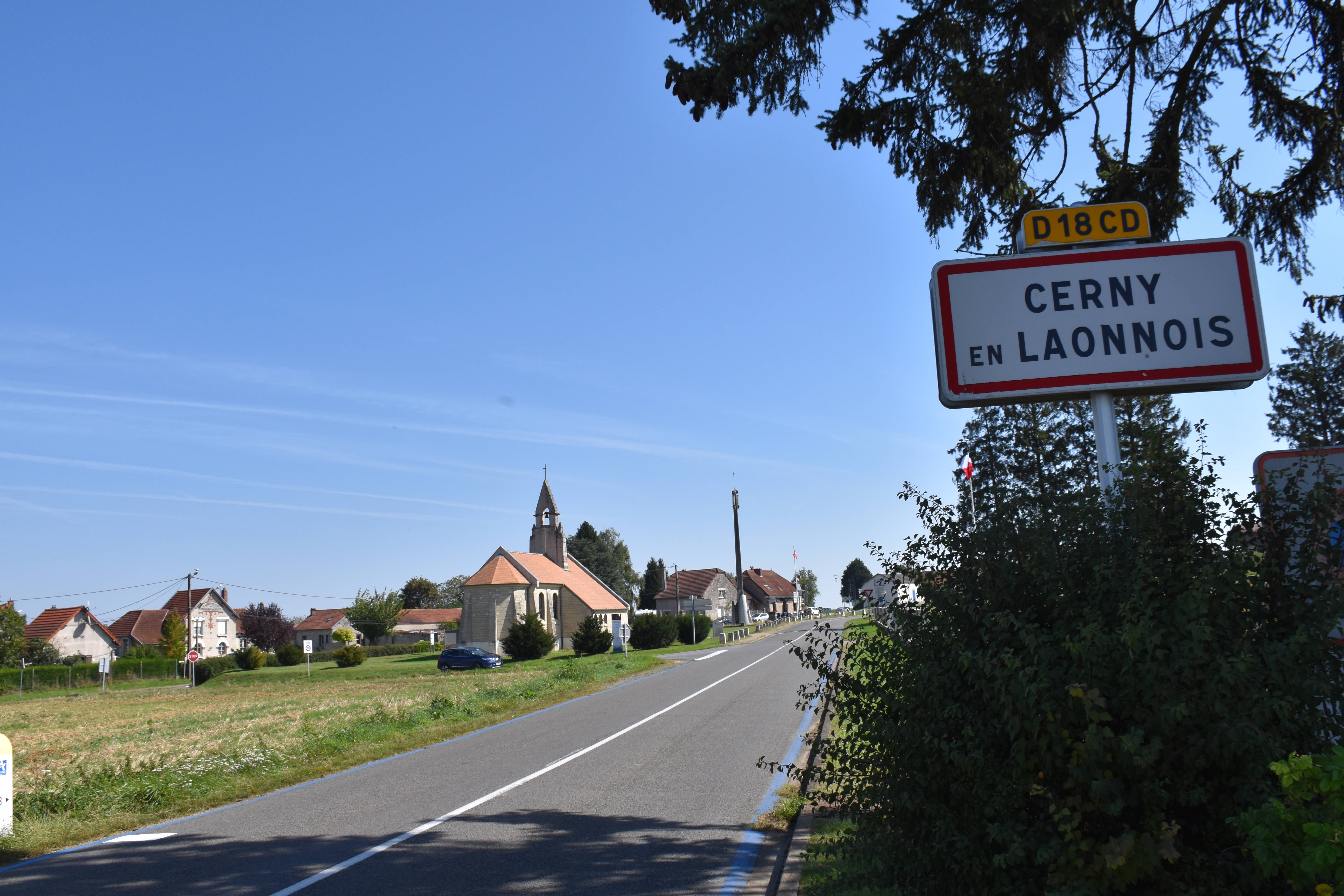
Entrée de la commune côté mémorial.

La situation de Cerny-en-Laonnois sur le plateau du Chemin des Dames, offre une vue dégagée sur les campagnes environnantes. Par temps clair, on peut apercevoir trois cathédrales : la Notre-Dame de Laon, la  Saint-Gervais-et-Saint-Protais de Soissons et la Notre-Dame de Reims.

### Hydrographie
La commune est située dans le bassin Seine-Normandie. Elle est drainée par l'Ailette, le canal 01 de la commune de Chermizy-Ailles, le cours d'eau 01 de la commune de Cerny-en-Laonnois, le cours d'eau 02 de la commune de Cerny-en-Laonnois et le ruisseau de Moulin Midesse,,.
L'Ailette, d'une longueur de 59 km, prend sa source dans la commune de Sainte-Croix et se jette  dans l'Oise (rive gauche) à Quierzy, après avoir traversé 36 communes. Les caractéristiques hydrologiques de l'Ailette sont données par la station hydrologique située sur la commune de Colligis-Crandelain. Le débit moyen mensuel est de 0,459 m3/s. Le débit moyen journalier maximum est de 3,44 m3/s, atteint lors de la crue du 24 décembre 1993. Le débit instantané maximal est quant à lui de 4,42 m3/s, atteint le 12 janvier 1993.

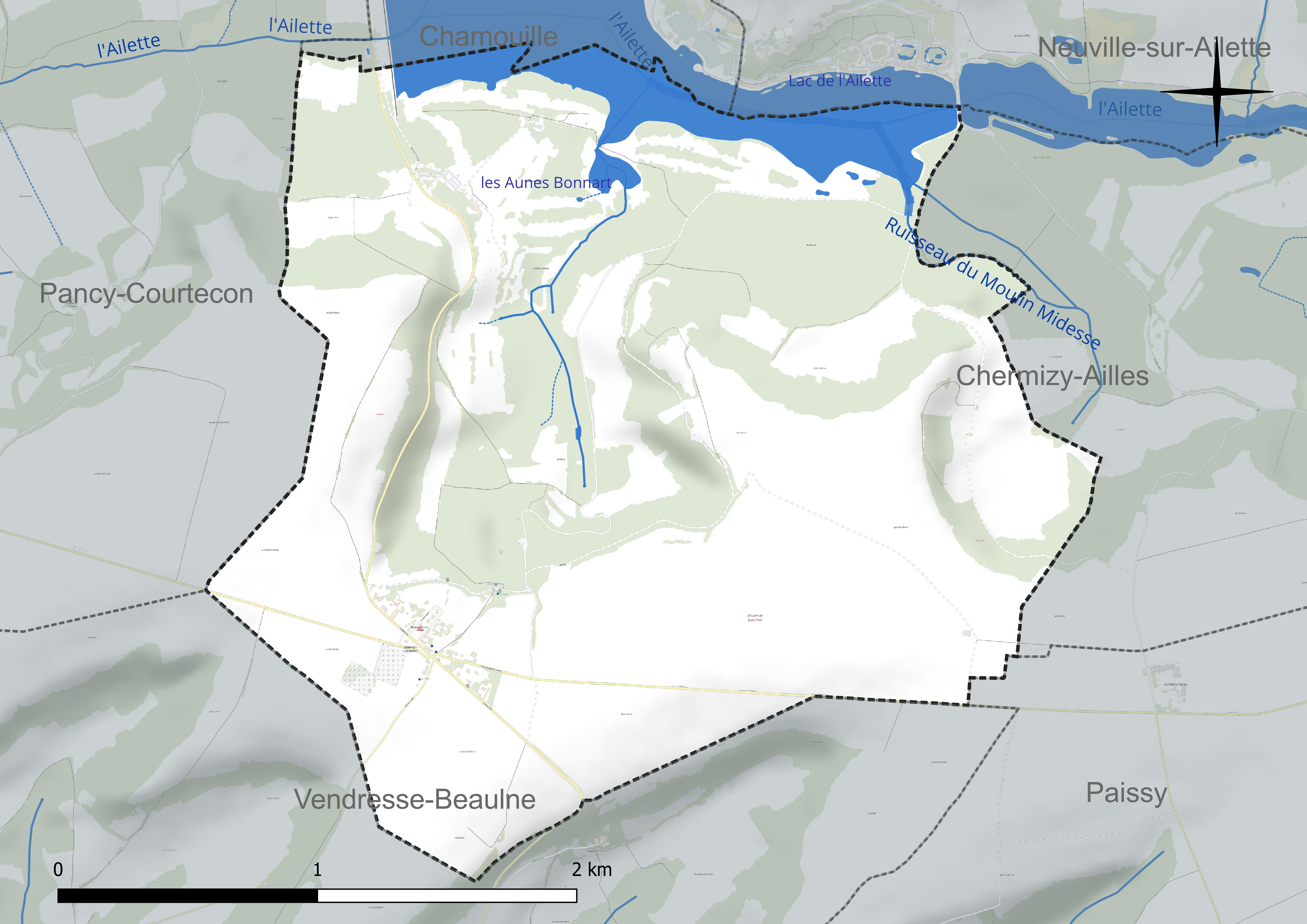
Réseau hydrographique de Cerny-en-Laonnois.

Deux plans d'eau complètent le réseau hydrographique : le lac de l'Ailette, d'une superficie totale de 153,8 ha (35,5 ha sur la commune) et les Aunes Bonnart (2 ha),.

### Climat
Pour des articles plus généraux, voir Climat des Hauts-de-France et Climat de l'Aisne.
En 2010, le climat de la commune est de type climat des marges montargnardes, selon une étude du CNRS s'appuyant sur une série de données couvrant la période 1971-2000. En 2020, Météo-France publie une typologie des climats de la France métropolitaine dans laquelle la commune est exposée à un climat océanique altéré et est dans la région climatique Nord-est du bassin Parisien, caractérisée par un ensoleillement médiocre, une pluviométrie moyenne régulièrement répartie au cours de l'année et un hiver froid (3 °C).
Pour la période 1971-2000, la température annuelle moyenne est de 10,4 °C, avec  une amplitude thermique annuelle de 15,1 °C. Le cumul annuel moyen de précipitations est de 765 mm, avec 13,3 jours de précipitations en janvier et 8,8 jours en juillet. Pour la période 1991-2020 la température moyenne annuelle observée sur la station météorologique la plus proche, située sur la commune de Martigny-Courpierre à 5 km à vol d'oiseau, est de 10,7 °C et le cumul annuel moyen de précipitations est de 734,4 mm,. Pour l'avenir, les paramètres climatiques de la commune estimés pour 2050 selon différents scénarios d'émission de gaz à effet de serre sont consultables sur un site dédié publié par Météo-France en novembre 2022.

## Urbanisme

### Typologie
Au 1er janvier 2024, Cerny-en-Laonnois est catégorisée commune rurale à habitat dispersé, selon la nouvelle grille communale de densité à 7 niveaux définie par l'Insee en 2022.
Elle est située hors unité urbaine et hors attraction des villes,.

### Occupation des sols
L'occupation des sols de la commune, telle qu'elle ressort de la base de données européenne d'occupation biophysique des sols Corine Land Cover (CLC), est marquée par l'importance des territoires agricoles (54,9 % en 2018), en diminution par rapport à 1990 (65,5 %). La répartition détaillée en 2018 est la suivante : 
terres arables (44,7 %), forêts (28,5 %), espaces verts artificialisés, non agricoles (10,9 %), prairies (6,1 %), eaux continentales (5,7 %), zones agricoles hétérogènes (4,2 %).
L'évolution de l'occupation des sols de la commune et de ses infrastructures peut être observée sur les différentes représentations cartographiques du territoire : la carte de Cassini (XVIIIe siècle), la carte d'état-major (1820-1866) et les cartes ou photos aériennes de l'IGN pour la période actuelle (1950 à aujourd'hui).

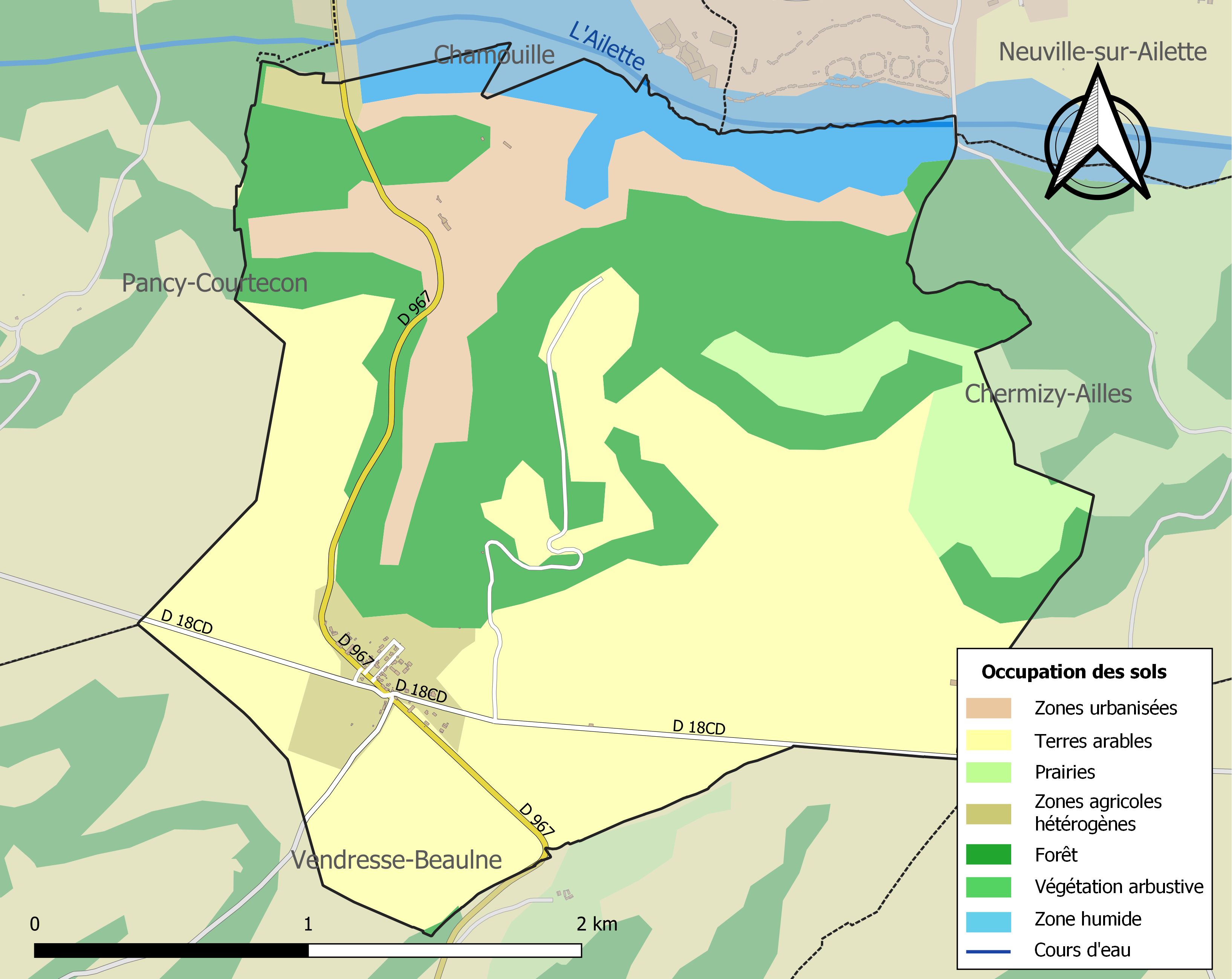
Carte des infrastructures et de l'occupation des sols de la commune en 2018 (CLC).

## Toponymie
Le nom de la localité est attesté sous les formes Cesurnicum (530) ; Cerni (1150) ; Cerniacum (1184) ; Cerniacum-in-Laudunesio (1213) ; Sarniacum (1218) ; Cerny-en-Laonois (1276) ; Cerni-en-Laonnois (1281) ; Cerni-en-Lanois, Serni-en-Lanois (XIIIe siècle) ; Sarny (1311) ; Cerny (1340) ; Serny (1412) ; Cerny-en-Laonnoys (1510) ; Cerny-en-Lannois, Serny-en-Laonnois (1511).
Le Laonnois est un « pays » et une petite région naturelle du département de l'Aisne, centré autour de la ville de Laon et délimitée par l'Oise, l'Ailette et l'Aisne.

## Histoire
Selon la tradition, Remi de Reims serait né à Cerny-en-Laonnois.

## Politique et administration

### Découpage territorial
La commune de Cerny-en-Laonnois est membre de la communauté d'agglomération du Pays de Laon, un établissement public de coopération intercommunale (EPCI) à fiscalité propre créé le 1er janvier 2014 dont le siège est à Aulnois-sous-Laon. Ce dernier est par ailleurs membre d'autres groupements intercommunaux.
Sur le plan administratif, elle est rattachée à l'arrondissement de Laon, au département de l'Aisne et à la région Hauts-de-France. Sur le plan électoral, elle dépend du  canton de Laon-2 pour l'élection des conseillers départementaux, depuis le redécoupage cantonal de 2014 entré en vigueur en 2015, et de la première circonscription de l'Aisne  pour les élections législatives, depuis le dernier découpage électoral de 2010.

### Administration municipale
Le nombre d'habitants de la commune étant inférieur à 100, le nombre de membres du conseil municipal est de 7.

#### Liste des maires
| Période                                  | Période                       | Identité           | Étiquette | Qualité                                                   |
| ---------------------------------------- | ----------------------------- | ------------------ | --------- | --------------------------------------------------------- |
| Les données manquantes sont à compléter. |                               |                    |           |                                                           |
| mars 2001                                | avril 2014                    | Agnès Dhennequin   |           |                                                           |
| avril 2014                               | En cours (au 28 juillet 2020) | Claude Vuaroqueaux | SE        | Retraité Fonction publique Réélu pour le mandat 2020-2026 |

## Démographie
L'évolution du nombre d'habitants est connue à travers les recensements de la population effectués dans la commune depuis 1793. Pour les communes de moins de 10 000 habitants, une enquête de recensement portant sur toute la population est réalisée tous les cinq ans, les populations de référence des années intermédiaires étant quant à elles estimées par interpolation ou extrapolation. Pour la commune, le premier recensement exhaustif entrant dans le cadre du nouveau dispositif a été réalisé en 2005.

En 2022, la commune comptait 63 habitants, en évolution de −3,08 % par rapport à 2016 (Aisne : −1,97 %, France hors Mayotte : +2,11 %).
| 1793 | 1800 | 1806 | 1821 | 1831 | 1836 | 1841 | 1846 | 1851 |
| ---- | ---- | ---- | ---- | ---- | ---- | ---- | ---- | ---- |
| 170  | 181  | 177  | 177  | 202  | 199  | 204  | 216  | 217  |

| 1856 | 1861 | 1866 | 1872 | 1876 | 1881 | 1886 | 1891 | 1896 |
| ---- | ---- | ---- | ---- | ---- | ---- | ---- | ---- | ---- |
| 218  | 278  | 250  | 234  | 243  | 202  | 206  | 203  | 202  |

| 1901 | 1906 | 1911 | 1921 | 1926 | 1931 | 1936 | 1946 | 1954 |
| ---- | ---- | ---- | ---- | ---- | ---- | ---- | ---- | ---- |
| 225  | 178  | 183  | 3    | 64   | 66   | 72   | 61   | 64   |

| 1962 | 1968 | 1975 | 1982 | 1990 | 1999 | 2005 | 2006 | 2010 |
| ---- | ---- | ---- | ---- | ---- | ---- | ---- | ---- | ---- |
| 46   | 41   | 34   | 55   | 49   | 54   | 61   | 64   | 71   |

| 2015 | 2020 | 2022 | - | - | - | - | - | - |
| ---- | ---- | ---- | - | - | - | - | - | - |
| 67   | 62   | 63   | - | - | - | - | - | - |

## Culture locale et patrimoine

### Lieux et monuments
- L'ancienne église Saint-Rémy, édifiée aux XIe – XIIe siècles. Entièrement détruite lors de la Première Guerre mondiale, elle fit l'objet d'un projet de reconstruction à l'identique en 1928, qui ne put être mené à bien. Le sous-sol de l'église a cependant pu être fouillé postérieurement, révélant la présence d'un oratoire des VIe – VIIe siècles, attestant de l'ancienneté du lieu de culte[31].

#### Mémorial et nécropoles

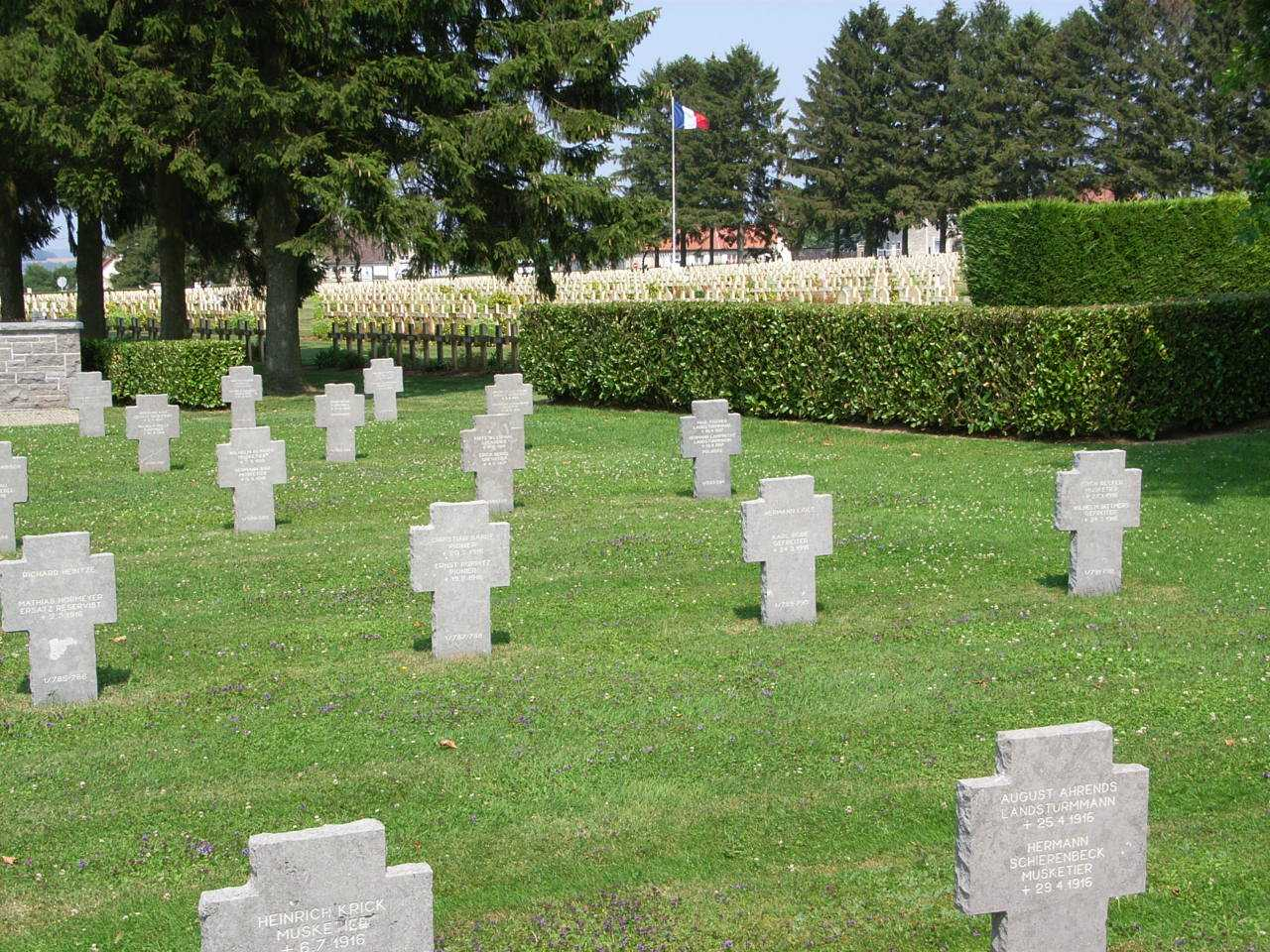
Tombes allemandes au premier plan.

- Chapelle du Souvenir et lanterne des morts.
- Mémorial du Chemin des Dames : petite chapelle inaugurée en 1951 face à la grande nécropole française dans laquelle se trouvent des plaques commémorant les morts de la Première Guerre mondiale.
- Nécropole nationale de Cerny-en-Laonnois : aménagée dès 1919, elle rassemble 5 150 corps, dont 2 386 en ossuaire, ainsi que 54 tombes russes.
- Cimetière militaire allemand de Cerny-en-Laonnois : cette nécropole contient 7 526 corps, elle jouxte la française.

#### Autre lieu
- Golf de l'Ailette : golf public de 9 et 18 trous, aux bords du lac de l'Ailette, dont la gestion est assurée par le Syndicat mixte du plan d'eau des vallées de l'Ailette et de la Bièvre.

### Personnalités liées à la commune
- Remi de Reims, y serait né.
- Jean Fontaine-Vive (1895-1917), poète tué près de Cerny inscrit au Panthéon parmi les 560 écrivains morts pour la France.

## Pour approfondir